# Republik Labin
Die Republik Labin (auch: Freie Republik Labin, Republik Albona, kroat. Labinska republika, ital. Repubblica di Albona) war eine vom 7. März bis 8. April 1921 von Bergarbeitern und Bauern in Labin (Istrien, heute Teil Kroatiens) im Rahmen eines Streiks ausgerufene selbstverwaltete „Republik“. In der regionalen Geschichtsschreibung gilt der Aufstand als der erste antifaschistische Aufstand der Welt. Er wurde von italienischer Polizei, Militär und faschistischen paramilitärischen Einheiten gewaltsam niedergeschlagen.

## Geschichte

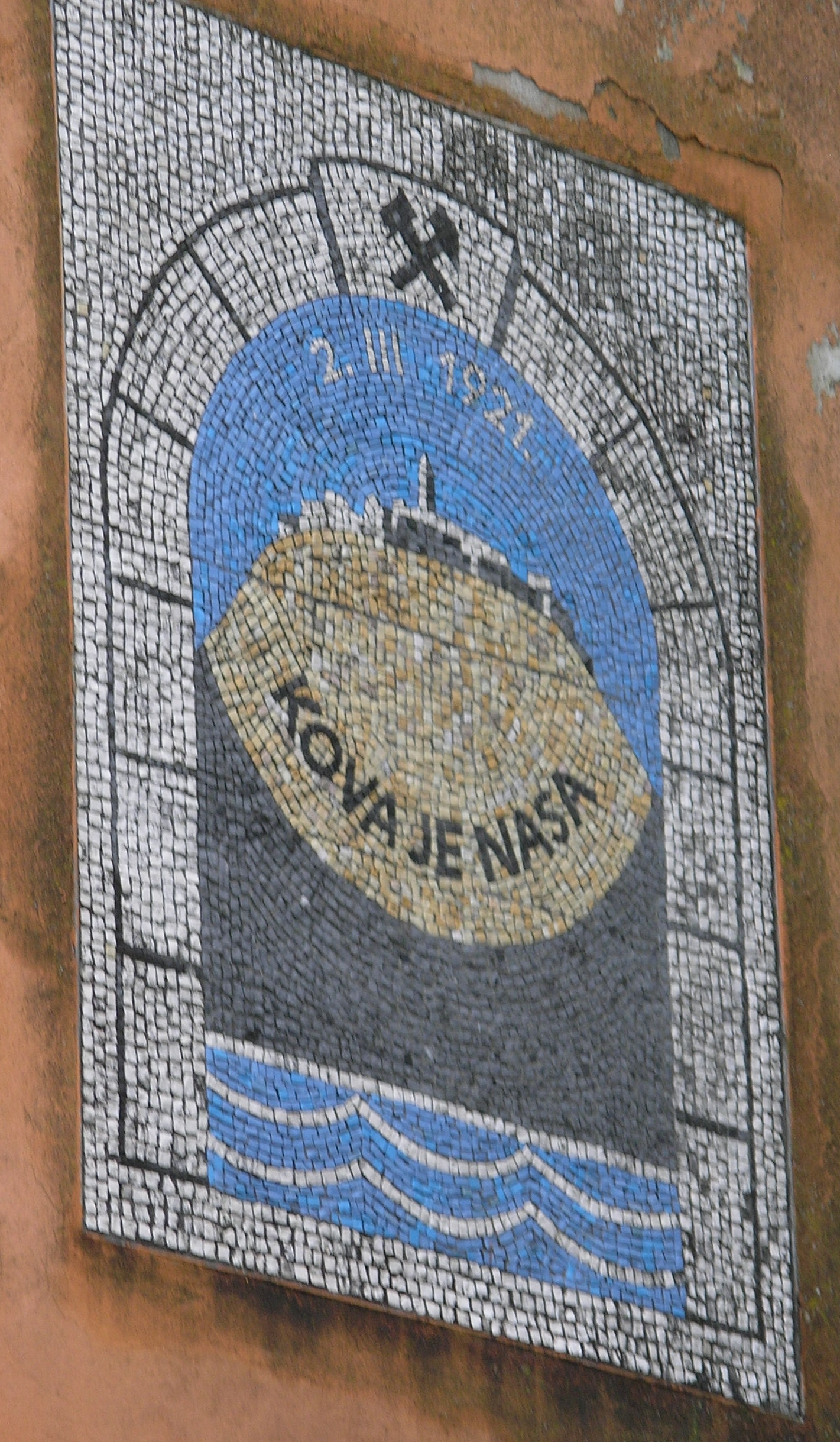
Mosaik zur Erinnerung an die Revolte der Bergleute von Labin 1921. Der Slogan bedeutet: „Die Mine gehört uns.“

### Vorgeschichte
Istrien, bis 1918 Teil des Österreichischen Küstenlandes, wurde nach dem Ersten Weltkrieg durch den Vertrag von Saint-Germain im Jahr 1919 nach Italien eingegliedert. Unter einer rigorosen Italianisierungspolitik hatten vor allem Kroaten und Slowenen zu leiden. Unter italienischer Herrschaft wurde der Steinkohlenbergbau in der Region intensiviert mit zunehmendem Druck auf die Bergleute.

### Entstehung und Ablauf

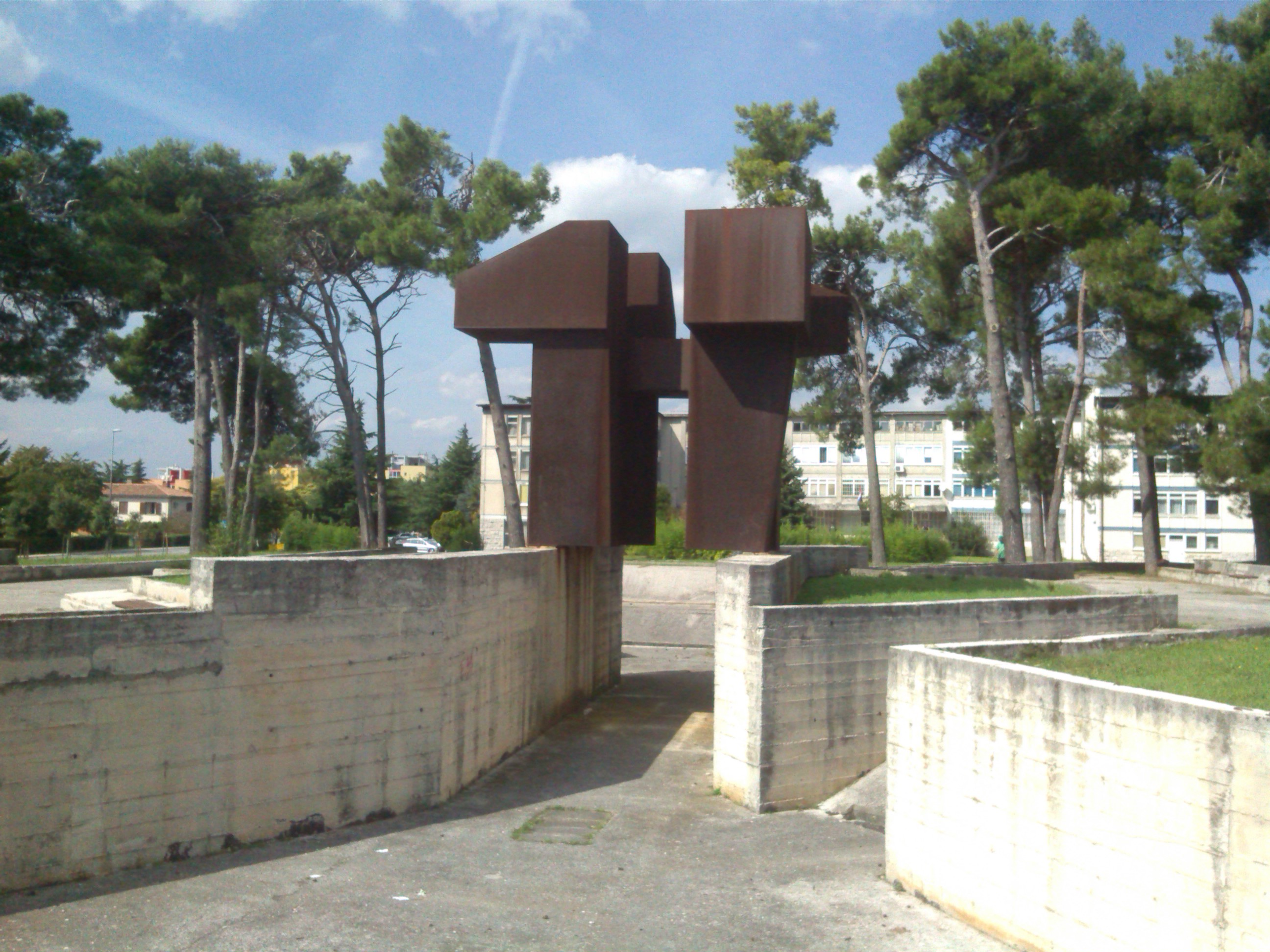
Denkmal in Labin für gefallene jugoslawische Partisanen, Opfer des Faschismus und Opfer der Niederschlagung der Republik Labin

Noch bevor die italienischen Faschisten in Italien selbst an die Macht kamen, griffen sie 1921 unter anderem in Triest und in Pazin Arbeitervertreter an. In Proština hatte es schon im Februar 1921 einen Bauernaufstand gegen italienische Faschisten gegeben.
Die Bergarbeiter der Region Labin versuchten sich in wochenlangen Auseinandersetzungen mit den italienischen Minenbesitzern gegen die Unterdrückung und Ausbeutung zu wehren. Der Konflikt spitzte sich am 1. März 1921 zu, als faschistische Kämpfer, die mutmaßlich von den Minenbesitzern unterstützt wurden, den Führer der Bergarbeiter, Giovanni Pippan (andere Schreibweise: Pipan), angriffen und schwer verletzten. Ab dem 2. März protestierten mehr als 2000 Arbeiter gegen den faschistischen Terror. Bauern und Einwohner von Labin schlossen sich an. Ein Komitee der Bergarbeiter (später populär als „Zentralkomitee“ bezeichnet) beschloss einen Streik und die Besetzung der Kohleminen und erklärte unter dem Slogan „Kova je naša“ („Die Mine gehört uns“) eine freie Republik. Das Zentralkomitee übernahm die lokale Verwaltung und die Aufrechterhaltung der öffentlichen Ordnung durch bewaffnete Kräfte, die so genannten Roten Garden (crvene straže).

### Ende
Der Aufstand wurde am 8. April 1921 nach stundenlangen Kämpfen niedergeschlagen.